# Michal Kováč
Michal Kováč (ur. 5 sierpnia 1930 w Ľubišy, zm. 5 października 2016 w Bratysławie) – słowacki polityk i ekonomista, parlamentarzysta i minister, w 1992 przewodniczący Zgromadzenia Federalnego, w latach 1993–1998 prezydent Słowacji.

## Życiorys
Absolwent Wyższej Szkoły Ekonomicznej w Bratysławie, uzyskał stopień kandydata nauk. Pracował jako nauczyciel akademicki i w czechosłowackim banku centralnym SBČS. Od 1963 do 1966 był zatrudniony jako doradca banku centralnego Kuby, następnie do 1969 kierował oddziałem banku państwowego Živnostenská banka w Londynie. Był członkiem Komunistycznej Partii Czechosłowacji. Po praskiej wiośnie w 1970 usunięty z partii i zdegradowany do stanowiska szeregowego urzędnika bankowego. Pod koniec lat 70. powrócił do pracy naukowej na uczelni później przekształconej w Słowacki Uniwersytet Techniczny w Bratysławie.
W 1989 wstąpił do opozycyjnego ruchu Społeczeństwo przeciw Przemocy. W grudniu tegoż roku, po aksamitnej rewolucji, objął urząd ministra finansów Słowackiej Republiki Socjalistycznej w rządzie, na czele którego stanął Milan Čič. Pozostał na tym urzędzie do maja 1991 również w gabinetach, które tworzyli Ján Čarnogurský i Vladimír Mečiar. Dołączył do założonego przez ostatniego z nich Ruchu na Rzecz Demokratycznej Słowacji (HZDS). Od 1990 był posłem do Zgromadzenia Federalnego Czeskiej i Słowackiej Republiki Federacyjnej, a od czerwca do grudnia 1992 ostatnim przewodniczącym tej instytucji.
15 lutego 1993 słowacki parlament wybrał go na urząd prezydenta (otrzymał 106 głosów w 150-osobowym parlamencie). Urząd ten objął 2 marca 1993 i sprawował do 2 marca 1998, rezygnując z członkostwa w HZDS. W trakcie kadencji popadł w polityczny i długotrwały konflikt z premierem Vladimírem Mečiarem m.in. co do perspektyw członkostwa w NATO, za czym optował prezydent. Michal Kováč publicznie oskarżał premiera o niekompetencję i populizm, poparł także rozłamowców z HZDS, którzy wraz z opozycją w 1994 doprowadzili do krótkotrwałej zmiany premiera. Konflikt między nimi przybrał na sile w 1995, gdy syn prezydenta, podejrzewany w Niemczech o przestępstwa finansowe, został porwany i wywieziony do Austrii. Według Michala Kováča mieli tego dokonać agenci służby wywiadowczej SIS z inspiracji Vladimíra Mečiara (w 1998, Vladimír Mečiar, pełniący czasowo obowiązki prezydenta, ogłosił amnestię dla osób podejrzewanych w tej sprawie).
Michal Kováč zdecydował się wystartować w pierwszych powszechnych wyborach prezydenckich w 1999. Zrezygnował jednak na kilka dni przed wyborami, motywując to chęcią zwiększenia szans wyborczych Rudolfa Schustera przeciwko Vladimírowi Mečiarowi. Jego nazwisko pozostało jednak na kartach wyborczych, oddano na niego niespełna 0,2% głosów.

## Odznaczenia i wyróżnienia
Otrzymane z urzędu (1995)
- Order Andreja Hlinki I klasy
- Order Ľudovíta Štúra I klasy
- Krzyż Milana Rastislava Štefánika I klasy
- Krzyż Pribiny I klasy[5]

Otrzymane po zakończeniu kadencji
- Order Andreja Hlinki II klasy – 1998[6]
- Order Ľudovíta Štúra I klasy – 2000, nadany ponownie[7]

Odznaczenia państw obcych
- Order Orła Białego – 1997, Polska[8]
- Krzyż Wielki Orderu Zasługi RP – 1994, Polska[9]
- Kawaler Krzyża Wielkiego Orderu Zasługi Republiki Włoskiej – 1997, Włochy[10]

Wyróżnienia
- Doktorat honoris causa Uniwersytetu Ekonomicznego w Bratysławie (2014)[11]